# (21088) Челябинск
(21088) Челябинск (лат. Chelyabinsk) — околоземный астероид из группы Амура (II), который был открыт 30 января 1992 года бельгийским астрономом Эриком Эльстом в обсерватории Ла-Силья и назван в честь Челябинска, крупного промышленного города на Урале.
- Орбита астероида Челябинск и его положение в Солнечной системе